# Zofingen
Zofingen é uma comuna da Suíça, no Cantão Argóvia, com cerca de 10 210 habitantes. Estende-se por uma área de 11,07 km², de densidade populacional de 922 hab/km². Confina com as seguintes comunas: Bottenwil, Brittnau, Oftringen, Safenwil, Strengelbach, Uerkheim, Wikon (LU).
A língua oficial nesta comuna é o Alemão.